# Toetreding van Bulgarije tot de Europese Unie

Bulgarije in het oranje en de EU-25 in het groen

Bulgarije trad toe tot de Europese Unie als 27ste lid op 1 januari 2007 samen met Roemenië.

## Hervormingen
Bulgarije deed een verzoek om toe te treden tot de Europese Unie eind 1995. Het land waar veel sprake was van corruptie en mensenhandel moest eerst drastisch hervormen om te beantwoorden aan de toetredingsnormen. Een van de belangrijkste hervormingen was het invoeren van de antidiscriminatiewet. Die gaven de Roma meer rechten op het vlak van onderwijs en arbeid. De armoedegrens waaronder veel van deze mensen leefden heeft Europa ertoe aangezet deze eis af te dwingen van Bulgarije. Deze wet had ook betrekking op homoseksuelen en hun rechten.
Ook op het vlak van economie heeft Bulgarije grondige hervormingen moeten doorvoeren, dit in kader van het liberaliseringsplan van de EU. De markt moest geopend worden voor de concurrentie.

## Toetredingsverdrag
De Nederlandse tekst van het toetredingsverdrag met toebehoren is gepubliceerd als:
Verdrag tussen het Koninkrijk België, de Tsjechische Republiek, het Koninkrijk Denemarken, de Bondsrepubliek Duitsland, de Republiek Estland, de Helleense Republiek, het Koninkrijk Spanje, de Franse Republiek, Ierland, de Italiaanse Republiek, de Republiek Cyprus, de Republiek Letland, de Republiek Litouwen, het Groothertogdom Luxemburg, de Republiek Hongarije, de Republiek Malta, het Koninkrijk der Nederlanden, de Republiek Oostenrijk, de Republiek Polen, de Portugese Republiek, de Republiek Slovenië, de Slowaakse Republiek, de Republiek Finland, het Koninkrijk Zweden, het Verenigd Koninkrijk van Groot-Brittannië en Noord-Ierland (lidstaten van de Europese Unie) en de Republiek Bulgarije en de Republiek Roemenië betreffende de toetreding van de Republiek Bulgarije en de Republiek Roemenië tot de Europese Unie; (met Akte, Bijlagen, Protocol en Slotakte) Luxemburg, 25 april 2005 (Trb. 2005, 19).
Verder is er de parlementaire behandeling als kamerstukdossier 30256 (R 1800), resulterend in de
Rijkswet van 15 juni 2006, houdende goedkeuring van het op 25 april 2005 te Luxemburg tot stand gekomen Verdrag betreffende de toetreding van de Republiek Bulgarije en Roemenië tot de Europese Unie (met Akte, Protocol, Slotakte en Bijlagen); Trb. 2005, 196.
Trb. 2007, 6 documenteert deze goedkeuring en de inwerkingtreding van het verdrag per 1 januari 2007.
Trb. 2008, 65 bevat het Besluit van de Raad van 8 november 2007 tot wijziging van bijlage I bij de Akte van Toetreding van 2005 (2007/857/EG).
Trb. 2009, 59 bevat het Besluit van de Raad van 19 juni 2006 tot aanpassing van de Toetredingsakte van Bulgarije en Roemenië ten aanzien van plattelandsontwikkeling (2006/663/EG) en het Besluit van de Raad van 23 juni 2008 tot wijziging van bijlage I bij de Akte van toetreding van Bulgarije en Roemenië (2008/493/EG).